# 御影堂 (大石寺)

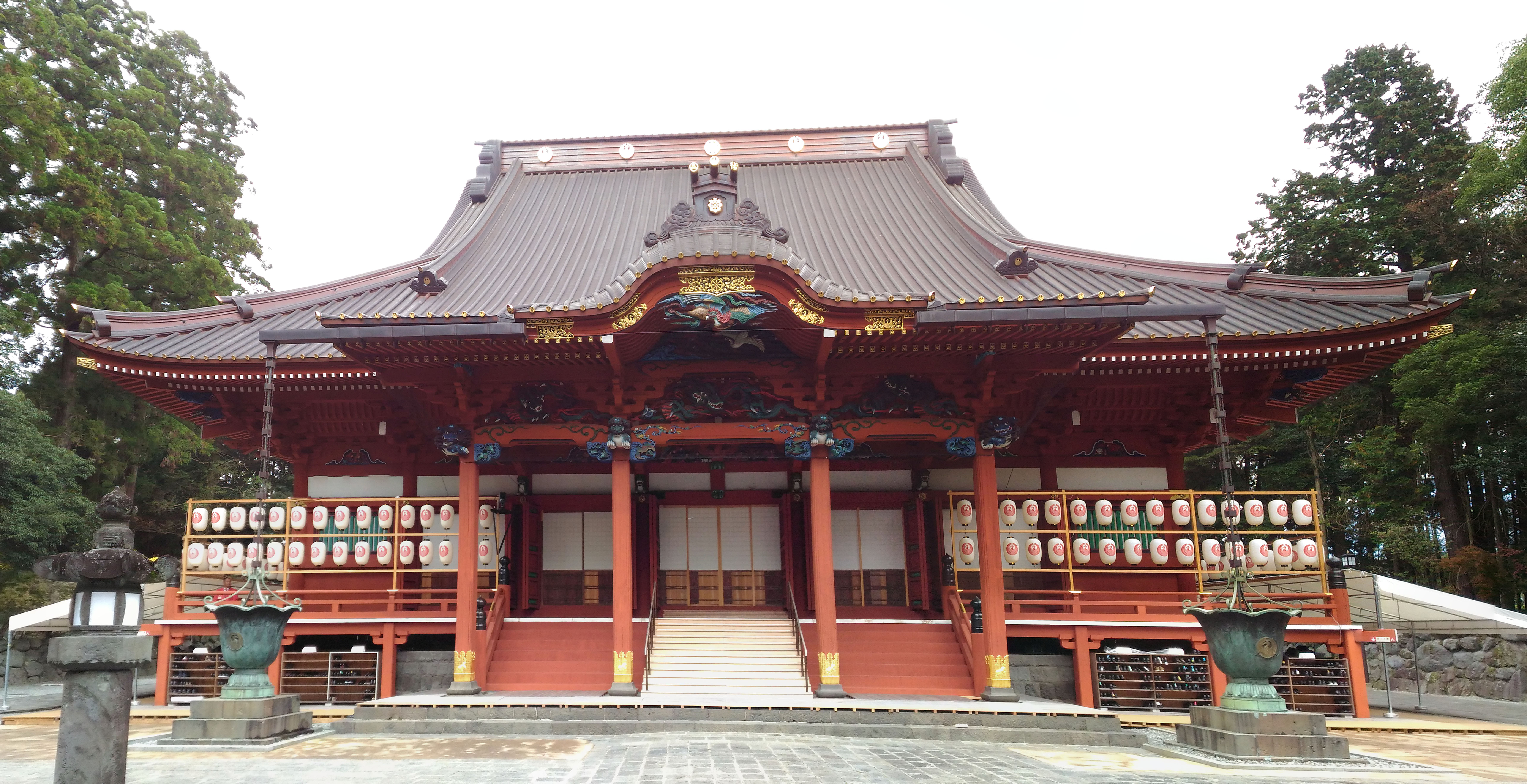
御影堂（県指定有形文化財）

御影堂（みえいどう）は、静岡県富士宮市、大石寺にある堂宇で、広宣流布までの間の本堂とされる建物である。
1632年（17世日精の代）、敬台院殿の寄進により建立され、大石寺では現存する最古の建造物となる。「本門戒壇大御本尊」（現在は奉安堂に安置）が安置されていた時期があったが、建立から50年ほど経って現在安置されている常住板本尊（日蓮大聖人真筆本尊を模刻）が安置されている。御宮殿の中、本尊の前に日蓮等身大の御影像（第6世日時の代、越前法橋快恵作）が安置されている。
内部は歌舞伎座を模して作られており、中央部奥の須弥壇の上に御宮殿があり、内陣後部中央に法主の大導師席、大導師席の左手に隠尊の隠居席がある。内陣の後方から左右両側にかけて外陣が設けられている。柱には金箔が施され、内壁や欄間などは芸術的価値が高いと言われている。
昭和41（1966）年（66世日達上人代）、静岡県の有形文化財に指定されている。
御影堂では、宗祖御大会（ごたいえ・11月20～21日）や毎月の御報恩御講（7・13・15日）をはじめ、日蓮の事績に関する法要（誕生会、立宗会など）が営まれる。
平成18(2006)年11月28日、修復工事着工法要が執り行われ、約7年をかけて修復工事が行われる。本尊は奉安殿に遷座され、修復工事完了まで奉安殿が仮御堂として使われる。
平成25(2013)年秋に修復工事が完了し、11月15日に本尊を遷座、19日に記念大法要を奉修、御大会をはさみ12月20日まで記念大法要が執り行われた。